# Almundsryds socken
Almundsryds socken i Småland ingick i Kinnevalds härad i Värend, uppgick 1958 i Almundsryds köping och området ingår sedan 1971 i Tingsryds kommun och motsvarar från 2016 Almundsryds distrikt i Kronobergs län.
Socknens areal är 209,11 kvadratkilometer, varav land 177,11 År 2000 fanns här 2 501 invånare. Tätorten Fridafors samt tätorten Ryd med sockenkyrkan Almundsryds kyrka ligger i socknen. 

## Administrativ historik
Socken bildades som en utbrytning i mitten av 1300-talet ur Urshults socken under namnet Nykirko, Almuntzred eller Ytra socken.
Vid kommunreformen 1862 övergick socknens ansvar för de kyrkliga frågorna till Almundsryds församling och för de borgerliga frågorna till Almundsryds landskommun.  Denna senare utökades 1952 och ombildades 1958 till Almundsryds köping som 1967 bytte namn till Ryds köping. Vid kommunreformen 1971 delades köpingen och Almundrydsdelan uppgick 1971 i Tingsryds kommun.
1 januari 2016 inrättades distriktet Almundsryd, med samma omfattning som församlingen hade 1999/2000.
Socknen Har tillhört samma fögderier och domsagor som Kinnevalds härad. De indelta soldaterna tillhörde Kronobergs regemente, Skatelövs och Kinnevalds kompanier.

## Geografi
Almundsryds socken ligger mellan Åsnen och Blekingegränsen kring Mörrumsån. Socknen är en sjörik och småkuperad trakt med mycket stenbunden moränmark.

## Historia

### Förhistoria
Det finns många boplatser från äldre och yngre stenåldern utmed Mörrumsån och Hönshylterfjorden. Vid Hönshyltefjorden har fler än tio boplatser från äldre stenåldern lokaliserats De vanligaste fynden är skrapor och flintavslag. Vid fjorden har varit en tidig och mer omfattande bosättning. De flesta fynden har hittats vid  Norraryd, Hönshylte och Granö. Idekulla har också gett fynd från äldre stenåldern. Boplatsen vid Norraryd har störst utbredning. Fynd av så kallade mikrospånkärnor daterar bosättningen till omkring 7 600 f.Kr. Bosättningen har ökat i omfattning omkring 6 000 f. kr. En hällkista hittades inne i Ryds tätort 1921 då östra kyrkogården anlades.

### Kyrkan
Almundsryds socken bröts ut ur Hwem eller Hwembo socken.  Hwem omnämns första gången 1282. Delningen av socknen ägde rum efter 1350-talet. Annexförsamlingen, Almundsryd, upprättades då och kallades även Nykyrcke eller Yttra församling. Första kyrkan i Almundsryd byggdes vid samma tid som socknen delades. Det var en timmerkyrka. Kyrkan byggdes om flera gånger eftersom befolkningen växte. En ny kyrka byggdes nära den gamla under åren 1828 – 1831.

### Medeltiden
Almundsryd låg vid riksgränsen mot Danmark till 1658. Gränsområdet var i början av medeltiden allmänningar vilket framgår av sockennamnet Örkened (Konung Öthkens land/konungens öken land).  Av dessa områden nyodlades stora delar under tidig medeltid och större delen av  gränsområdet kom senare under adelns och kyrkans ägo. Gränsadeln hade intressen på båda sidor om gränsen. Orsaken till nyodlingen var befolkningsökningen under tidig medeltid. Ortsnamn från denna tid har ändelser som  -torp, -ryd, -hult och -boda, De många -måla-namnen är möjligen något yngre men troligen till en del från tidig medeltid. Vid Hönshyltefjorden finns resterna av en kastellborg, Hönshylte skans. Kompersmåla gård i Almundsryd ägdes av Arvid Trolle i slutet av 1400-talet. Han var då också ägare till Ekeryd i Väckelsång.

### Nyare tid
Kompersmåla har stenbunden mark som mer var lämpad för skogsbruk och här fanns ett större pottaskebruk från 1755 fram till 1800-talets mitt. Bruket hade 25 anställda. Kompersmåla gårds huvudbyggnad är från 1700-talets slut och är välbevarad.
Vid Trestenshult i Almundsryd fanns Smålands äldsta glasbruk. Omkring 1630 fanns Mäster Påvels hytta i Almundsryd. Glashyttan i Trestenshult var i drift endast ett par årtionden.

### Nyodlingar blir skogsplanteringar och landsbygden avfolkas
1800-talets nyodlingar och uppodlingar av mossar och sjösänkningar upphörde när emigrationen till Amerika tog fart på 1860-talets slut. Dålig åkermark planterades med skog redan i början av 1900-talet. Nedläggning av mindre lantbruk med nya granåkrar på deras forna åkermarker har fortsatt under hela nittonhundratalet. Tätorter som Ryd växte medan de mindre byarna minskade sin befolkning. Industrier som Ryds glasbruk sysselsatte människorna i tätorterna. Ryds glasbruk hade cirka 50 personer sysselsatta 1920.

### Fornminnen
Ett 20-tal stenåldersboplatser är kända med en hällkista. Även andra hällkistor och gravrösen från bronsåldern samt några järnåldersgravfält finns här. Hönshylte skans är ett försvarsverk från yngre tider söder om Norraryds station.

## Namnet
Namnet (1431 Almuntzred), taget från kyrkbyn, består av förledet mansnamnet Almund och efterledet ryd.

### Fotnoter
1. 1 2 3  Svensk Uppslagsbok Almundsryds socken
2. 1 2  Harlén, Hans; Harlén Eivy (2003). Sverige från A till Ö: geografisk-historisk uppslagsbok. Stockholm: Kommentus. Libris 9337075. ISBN 91-7345-139-8
3. ↑  David Fuchs (2008). [https://www.bebyggelseregistret.raa.se/bbr2/show/bilaga/showDokument.raa;jsessionid=72F525F8E23B09AE93ECE1C03D98F659.lx-ra-bbr?dokumentId=21000001827836&thumbnail=false ”Karaktärisering och kulturhistorisk värdering 
Almundsryds kyrka”]. Smålands museum. https://www.bebyggelseregistret.raa.se/bbr2/show/bilaga/showDokument.raa;jsessionid=72F525F8E23B09AE93ECE1C03D98F659.lx-ra-bbr?dokumentId=21000001827836&thumbnail=false. Läst 16 maj 2023.
4. ↑  Administrativ historik för Almundsryd socken (Klicka på församlingsposten). Källa: Nationella arkivdatabasen, Riksarkivet.
5. 1 2  Sjögren, Otto (1931). Sverige geografisk beskrivning del 2 Östergötlands, Jönköpings, Kronobergs, Kalmar och Gotlands län. Stockholm: Wahlström & Widstrand. Libris 9939
6. 1 2 3  Nationalencyklopedin
7. ↑  Kjellmark, Knut (1944). ”Stenåldersboplatserna inom Mörrumsåns vattenområd”. Fornvännen årgång 39 
 RAÄ. sid. 257-279. https://www.diva-portal.org/smash/get/diva2:1227799/FULLTEXT01.pdf. Läst 15 maj 2023.
8. ↑  Tranemo, Publicerad av; September, 17; 2007. ”DEN GAMLA SVENSK-DANSKA RIKSGRÄNSEN – Tranemo”. https://bygdehistoria.tranemo.se/article/den-gamla-svensk-danska-riksgransen/. Läst 15 maj 2023.
9. ↑  ”Hönshylte skans och borg”. Sevärda ruiner i Kronobergs län Fornlämningar i Kronobergs län. Länsstyrelsen Kronoberg. sid. 58-59. https://catalog.lansstyrelsen.se/store/54/resource/DG_2015__23. Läst 15 maj 2023.
10. ↑  ”Kort historik – RydKampen”. Arkiverad från originalet den 7 maj 2023. https://web.archive.org/web/20230507071735/https://rydinfo.com/rydkampen/diverse/kort-historik/. Läst 12 maj 2023.
11. ↑  ”Kompersmåla Herrgård Sevärdheter Schweden”. www.smaland-check-in.se. http://www.smaland-check-in.se/old/check-in2/svenska/aktiviteter/sevardheter/E65_kompersmala.htm. Läst 15 maj 2023.
12. ↑  ”Mäster Påvels hytta – RydKampen”. Arkiverad från originalet den 12 maj 2023. https://web.archive.org/web/20230512155449/https://rydinfo.com/rydkampen/diverse/master-pavels-hytta/. Läst 12 maj 2023.
13. ↑  Martin Hansson. ”Trestenshult och den tidiga småländska glashanteringen”. Renässansglas i Norden (Vol. 37).. Forlaget Hikuin. https://lucris.lub.lu.se/ws/portalfiles/portal/3970529/4359011.pdf. Läst 15 maj 2023.
14. ↑  Fornlämningar, Statens historiska museum: Almundsryds socken
15. ↑  Fornminnesregistret, Riksantikvarieämbetet: Almundsryds socken Fornminnen i socknen erhålls på kartan genom att skriva in sockennamn (utan "socken") i "Ange geografiskt område"